# Bucloc
Bucloc ist eine philippinische Stadtgemeinde in der Provinz Abra.

## Geografie
Die Stadtgemeinde Bucloc liegt zwischen 500 und 1000 Meter über dem Meeresspiegel im Norden der Insel Luzon etwa 52 km von Bangued entfernt. Die Flüsse Bucloc, Abas und Manicbel sowie zahlreiche Bäche sorgen für die natürliche Entwässerung des Gebiets.

### Klima
Bucloc gehört zum Klimatyp I nach dem Coronasystem der philippinischen Klimaklassifizierung, der charakterisiert ist durch eine Trockenzeit von November bis April und einer Regenzeit von Mai bis Oktober. Die jährlichen durchschnittlichen Niederschlagsmengen liegen bei 3100 bis 4100 mm. Die monatlichen Durchschnittstemperaturen liegen zwischen 25,5 °C im Januar und 28,8 °C im Mai. Jährlich ziehen durchschnittlich zwischen 15 und 19 Taifune hinweg.

## Baranggays
Bucloc ist politisch unterteilt in vier Baranggays.
- Ducligan
- Labaan
- Lingey
- Lamao (Pob.)

## Bevölkerungsstruktur und -entwicklung
96,35 % der Einwohner gehören zur Ethnie der Tingguian. Bucloc hat 2109 Einwohner in 357 Haushalten (Zensus vom 1. Mai 2000), 1995 waren es 1918 Einwohner bei einem jährlichen durchschnittlichen Bevölkerungswachstum von 0,38 %.

## Wirtschaft und Infrastruktur
Bedeutendster Wirtschaftszweig ist die Landwirtschaft, Reis ist das wichtigste Feldprodukt und wird auf 182 ha angebaut, davon sind 103 ha bewässert, die durchschnittlichen Erträge liegen beim Trockenreisanbau bei 1,5 t/ha bzw. 2,5 t/ha beim Nassreisanbau. Die Erntemenge beträgt insgesamt 225 t. Mais wird auf 20 ha angebaut, die Durchschnittserträge liegen bei 1 t/ha, die gesamte Erntemenge beträgt demnach 20 t. Des Weiteren werden auf 60 ha Handelsfrüchte Gemüse, Erdnüsse, Obst darunter Mangos, Bananen und Ananas, Wurzelgemüse, Süßkartoffeln, Gabi, Cassava angebaut. Kaffee wird auf etwa 15 ha angebaut auf einer kleinen Fläche wird Tigergras und Anato angebaut. Bedeutendste Fleischerzeugnisse sind Rindfleisch, Schweinefleisch und Wasserbüffelfleisch (Stand 1997). Daneben werden in mehreren Betrieben Möbel hergestellt. Bucloc hat Kupfervorkommen.
Alle vier Baranggays und 2/3 aller Haushalte sind an das Stromnetz angeschlossen (Stand 1998).

### Verkehr
Das Straßennetz besteht aus 62 km Straße, die sich in Trägerschaft der Stadtgemeinde (4 km), der Baranggays (54 km) und der Provinz befinden (Stand 1993). Während der Regenzeit sind die Straßen für schwerere Fahrzeuge nicht passierbar.

### Bildung
Bucloc hat drei öffentliche und eine private Elementarschulen, die Rate der mangel- bzw. unterernährten Kinder liegt bei 59,73 %. Die Alphabetisierungsrate liegt bei 85,32 % (Stand 1995).

## Ereignisse / aktuelle Lage
Bucloc wurde am 16. Juli 1990 von einem schweren Erdbeben heimgesucht, das weite Teile der ländlichen Gemeinden verwüstete. In Verbindung mit den ungewöhnlich früh einsetzenden Monsun-Regen stürzten die aufgeweichten Böden in zahllosen Erdrutschen zu Tal und zerstörten Dörfer, Verkehrsinfrastruktur und zahllose Reiseterrassen.
Bucloc war und ist weiterhin Kampfgebiet der New People’s Army (NPA) mit der philippinischen Armee und den Milizen.

## Sehenswürdigkeiten
- Ikmin Waterfalls
- Bucloc Rice Terraces